# Lee Ha-nee
Lee Ha-nee (sinh ngày 2 tháng 3 năm 1983), thường được biết đến với nghệ danh Honey Lee, là một nữ diễn viên kiêm người mẫu người Hàn Quốc. Cô đăng quang danh hiệu Hoa hậu Hàn Quốc 2006 và đoạt danh hiệu Á hậu 3 tại cuộc thi Hoa hậu Hoàn vũ 2007.

## Tiểu sử
Honey Lee sinh ra trong gia đình có một chị gái và một em trai. Cô theo học trung học Gugak National High School (국립국악고등학교), tốt nghiệp cử nhân và cao học ngành Âm nhạc dân tộc tại Đại học Quốc gia Seoul.
Cha cô, Lee Sang-eob là quan chức cấp cao của Cơ quan Tình báo quốc gia Hàn Quốc, còn mẹ cô là bà Moon Jae-suk, nhận bằng Tiến sĩ ngành Lịch sử âm nhạc Hàn Quốc và là giáo sư tại Đại học Nữ sinh Ewha, với những màn trình diễn độc đáo, dẫn đầu nhóm trình diễn nhạc cụ dân tộc truyền thống Gayagum, được chỉ định danh hiệu "Human Cultural Asset" thứ 23 tại Hàn Quốc nhờ những kỹ năng âm nhạc tuyệt vời của bản thân. Bà cũng là giám đốc âm nhạc của dàn nhạc Gayageum thành phố Gimhae, được dàn nhạc Yegahoe ủy thác sang gặp các sinh viên nhận học bổng tại Đại học New York từ năm 2008 đến 2009. Anh ruột của bà Moon Jae-suk là chính trị gia Moon Hee-sang, hiện là Chủ tịch Quốc hội Hàn Quốc.
Chị gái Lee Seul-gi cũng tốt nghiệp cử nhân ngành âm nhạc dân tộc Hàn Quốc tại Đại học Quốc gia Seoul. Chị gái cô đã ra mắt 3 album kể từ năm 2005 ― "The Song of String," "In the Green Cafe?" và "Blossom". Chị gái là thành viên của dàn nhạc truyền thống Hàn Quốc của đài KBS và được Viện nghiên cứu Âm nhạc truyền thống Quốc gia của Hàn Quốc tặng Giải thưởng của Tổng thống. Hiện tại là nghiên cứu sinh bậc tiến sĩ về âm nhạc cổ điển Hàn Quốc tại Đại học Quốc gia Seoul.
Chị gái của Honey Lee đã trình diễn tại nhiều địa điểm như Trung tâm Biểu diễn Nghệ thuật Sejong, KBS Hall, Đại học California tại Los Angeles và Carnegie Hall.
Honey Lee cũng là người chơi đàn gayageum chuyên nghiệp, được Trung tâm nghệ thuật Kumho ca ngợi là thần đồng gayageum. Cô cho ra mắt 4 CD và đã biểu diễn tại hơn 25 quốc gia trên toàn thế giới, trong đó có các buổi hòa nhạc tại Carnegie Hall ở thành phố New York. Cô từng có các hoạt động tình nguyện cho các tổ chức UNICEF, Compassion, World Vision và đại sứ thiện chí cho Beautiful Mind Charity Lưu trữ ngày 13 tháng 1 năm 2009 tại Wayback Machine  Honey Lee cũng đạt đai đen 3 đẳng môn Taekwondo, ngoài ra còn có môn lặn khí nén và trượt tuyết.

## Hoa hậu Hoàn vũ 2007
Ngay từ những ngày đầu tranh tài cô đã được nhận định là một trong những thí sinh nổi bật nhất và có cơ hội đăng quang. Nhưng mặc dù đã trình diễn tốt nhưng cô chỉ đoạt danh hiệu Á hậu 3 và để vương miện lọt vào tay Hoa hậu Nhật Bản Riyo Mori gây nên nhiều ý kiến trái chiều. Cô là người Hàn Quốc đầu tiên tiến vào chung kết, sau 19 năm trắng tay kể từ đại diện của Hàn Quốc vào năm 1988 cán đích ở vị trí Á hậu 1. Trong năm đó, cô cũng là hoa hậu châu Á đầu tiên chiến thắng tại Miss Grand Slam - Hoa hậu của mọi hoa hậu trong thập niên 2000.

## Phim đã tham gia

### Điện ảnh
| Năm  | Tên phim                          | Vai trò                   |
| ---- | --------------------------------- | ------------------------- |
| 2011 | Đội đặc nhiệm HIT                 | Seon-nyeo                 |
| 2012 | Ký sinh trùng                     | Yeon-joo                  |
| 2012 | Ta là vua                         | Soo-yeon                  |
| 2014 | Tazza 2                           | President Woo             |
| 2015 | Robot Sori: Âm thanh của tình yêu | Ji-yeon                   |
| 2016 | Cung điện ánh trăng               | Lady Maehwa (lồng tiếng)  |
| 2017 | Thành phố ảo                      | Thư ký của Min Choen-sang |
| 2017 | Trái tim hoen ố                   | Yoo-na                    |
| 2017 | Anh em                            | Aurora                    |
| 2019 | Nghề siêu khó                     | Jang Yeon-soo             |
| 2019 | Tiền đen                          | Kim Na-ri                 |

### Truyền hình
| Năm  | Tên phim                 | Vai trò                    | Đài       |
| ---- | ------------------------ | -------------------------- | --------- |
| 2009 | Đồng nghiệp              | Kim Jung-won               | KBS2      |
| 2010 | Pasta                    | Oh Se-young                | MBC       |
| 2011 | Những nàng dâu sắt       | Kim Yeon-jung              | MBC       |
| 2012 | Kiệt tác bất tử          | Seo young-joo              | Channel A |
| 2013 | Cá mập                   | Jang Young-hee             | KBS2      |
| 2014 | Nông dân hiện đại        | Kang Yoon-hee              | SBS       |
| 2015 | Lời nguyền định mệnh     | Hwangho Yeo-won            | MBC       |
| 2016 | Quý ông trở lại          | Song Yi-yeon               | SBS       |
| 2017 | Giai Thoại Hong Gil Dong | Jang Nok-su                | MBC       |
| 2019 | Linh mục nhiệt huyết     | Park Gyung-sun             | SBS       |
| 2019 | Bản chất của lãng mạn    | Actress (cameo, ep 1)      | JTBC      |
| 2021 | Nữ thanh tra tài ba      | Kang Mi-na / Cho Yeon-joo  | SBS       |
| 2024 | Hoa nở về đêm            | Moon Seung-yu / Jo Yeo-hwa | MBC       |

1. ↑  "이하늬". Bản gốc lưu trữ ngày 5 tháng 8 năm 2016. Truy cập ngày 25 tháng 4 năm 2016.
2. ↑  Lee Ha-nee 3rd Runnerup in Miss Universe (The Korea Times)
3. ↑  미스유니버스4위
4. ↑  "Digital Chosunilbo (English Edition): Daily News in English About Korea". Bản gốc lưu trữ ngày 27 tháng 5 năm 2007. Truy cập ngày 17 tháng 6 năm 2017.
5. 1 2  "Miss Universe 2007: KOREA - Interview". Bản gốc lưu trữ ngày 7 tháng 7 năm 2007. Truy cập ngày 17 tháng 6 năm 2017.
6. ↑  "Bản sao đã lưu trữ". Bản gốc lưu trữ ngày 13 tháng 1 năm 2009. Truy cập ngày 17 tháng 6 năm 2017.{{Chú thích web}}:  Quản lý CS1: bot: trạng thái URL ban đầu không rõ (liên kết)
7. ↑  Korea Green Foundation
8. ↑  Lee Ha-nee 3rd Runnerup in Miss Universe(The Korea Times)

## Vinh danh
- Diễn viên mới xuất sắc nhất - Giải thưởng Phim truyền hình MBC (2011)